# El gran salto (serie de televisión)
El gran salto es una futura miniserie de televisión por internet española de deportes y drama biográfico creada por José Rodríguez para Atresplayer, basada en la biografía homónima del gimnasta Gervasio Deferr. Está producida por Diagonal TV y protagonizada por Óscar Casas. Originalmente tenía previsto su estreno en Atresplayer para el 17 de noviembre de 2024; sin embargo, el 5 de noviembre de 2024, la serie fue atrasada indefinidamente debido a las acusaciones de abuso sexual contra Deferr.

## Trama
La serie cuenta la historia del legendario gimnasta español Gervasio Deferr, quien fuese dos veces campeón olímpico en la disciplina de salto, y su ascenso al estrellato deportivo, obteniendo medallas en los Juegos Olímpicos de Sídney 2000, Atenas 2004 y Pekín 2008, además de su posterior lucha contra los demonios personales que le empujaron a tocar fondo.

## Reparto

### Principal
- Óscar Casas como Gervasio Deferr Ángel
- Alfons Nieto como Juan Pablo Deferr Ángel
- Joaquín Daniel como José Luis "Pepe" Feferr
- Carolina Román como Patricia Ángel

### Secundario
- Fran Berenguer como Víctor (Episodio 1 - Episodio 4)
- Christian Checa como Andreu Vivó i Tomás (Episodio 1 - Episodio 4)
- Beka Lemonjawa como Lev (Episodio 1 - Episodio 3)
- Olivia Baglivi como Mamen (Episodio 1 - Episodio 3; Episodio 5)
- Lucía Juárez como Camila (Episodio 1)
- Pau Roca como Ricardo (Episodio 1 - Episodio 3)
- Pep Ambròs como Seleccionador Nacional (Episodio 3 - Episodio 5)
- Bea Segura como Sofía (Episodio 4 - Episodio 5)
- Nausicaa Bonnín como Sara (Episodio 4 - Episodio 5)
- Carla Linares como Natalia (Episodio 4)

Con la colaboración especial de
- Paloma del Río como Voz en off competiciones (Episodio 1; Episodio 3 - Episodio 5)
- Greta Fernández como Ainara (Episodio 3)

### Episódicos
- Edu Gibert como Padre de Camila (Episodio 1)
- Adrián Rodríguez como Tatuador (Episodio 1)
- Montse Roig como Madre de Camila (Episodio 1)
- Rubén Margalló como Rubén (Episodio 2)
- Javier López Rovira como Rodrigo Torres (Episodio 2)
- Bianca Kovacs como Olga (Episodio 3)
- Junio Valverde como Camello (Episodio 4)

## Capítulos
| N.º | Título      | Dirigido por | Escrito por    | Fecha de lanzamiento original |
| --- | ----------- | ------------ | -------------- | ----------------------------- |
| 1   | «Tres días» | Roger Gual   | José Rodríguez | 29 de junio de 2025           |
| 2   | «Mamá»      | Roger Gual   | José Rodríguez | 29 de junio de 2025           |
| 3   | «Ayúdame»   | Roger Gual   | José Rodríguez | 29 de junio de 2025           |
| 4   | «Redención» | Roger Gual   | José Rodríguez | 29 de junio de 2025           |
| 5   | «La mina»   | Roger Gual   | José Rodríguez | 29 de junio de 2025           |

## Producción
En septiembre de 2022, durante la presentación de sus próximas series en el Festival Internacional de Cine de San Sebastián, Atresplayer anunció por primera vez, entre otras noticias, que estaban desarrollando una serie sobre el gimnasta Gervasio Deferr, basada en su biografía El gran salto. En marzo de 2024, se confirmó que Óscar Casas protagonizaría la serie como Deferr. El rodaje de la serie comenzó en Barcelona en abril de 2024.

## Lanzamiento y marketing
En julio de 2024, Atresplayer anunció que presentaría sus series El gran salto y La sombra de la tierra en el Festival Internacional de Cine de San Sebastián. El 24 de septiembre de 2024, durante la presentación de la serie en el festival, Atresplayer desveló el tráiler de la serie y programó su estreno en la plataforma para el 17 de noviembre de 2024. Sin embargo, el 5 de septiembre de 2024, Atresplayer anunció que la serie había sido retrasada indefinidamente. El 30 de noviembre de 2024, se filtró que el motivo del retraso de la serie fue debido a las acusaciones de abuso sexual contra Gervasio Deferr.
El 14 de junio de 2025, debido a la falta de novedades en el caso de Deferr, Atresplayer volvió a promocionar El gran salto.